# Copa América de 1997
A Copa América de 1997 foi a 38.ª edição do torneio, realizada na Bolívia entre os dias 11 e 29 de junho daquele ano. A competição contou com a presença de 12 seleções (as dez da CONMEBOL, mais duas seleções da CONCACAF convidadas: México e Costa Rica).
A Bolívia nunca teve uma grande seleção na história do futebol, mas era a favorita por disputar o torneio em sua casa, o que lhe favorecia em vários aspectos, inclusive os relativos aos efeitos da altitude sobre os adversários. Mas o Brasil surpreendeu os anfitriões, e mostrando grande capacidade física de alguns jogadores como Ronaldo e Zé Roberto, acabou vencendo-os na final e sagrou-se campeão da competição, pela primeira vez fora de casa. Após a vitória na final, o treinador Zagallo proferiu a célebre frase: "Vocês vão ter que me engolir". A declaração foi um desabafo claro e um recado indireto a jornalistas por críticas acumuladas no período de preparação da seleção para a Copa América. Zagallo contou que "havia uma onda muito grande para colocar o Luxemburgo no meu lugar, e eu não podia falar nada, tinha que esperar acontecer, e aconteceu: o título veio, e aí eu dei uma explosão".
Foi a quinta vez que a Seleção Canarinho conquistou a competição (a última havia sido há oito anos, na edição de 1989), e a primeira vez que venceu a competição fora do Brasil.

## Sedes
| Cochabamba             | La Paz                 | Oruro                  | Santa Cruz                      | Sucre                   |
| ---------------------- | ---------------------- | ---------------------- | ------------------------------- | ----------------------- |
| Estádio Félix Capriles | Estádio Hernando Siles | Estádio Jesús Bermúdez | Estádio Ramón Tahuichi Aguilera | Estádio Olímpico Pátria |
| Capacidade: 36 000     | Capacidade: 51 000     | Capacidade: 39 000     | Capacidade: 42 000              | Capacidade: 29 000      |
|                        |                        |                        |                                 |                         |

## Primeira fase
Nesta parte da competição, as doze seleções participantes da competição foram divididas em três grupos de quatro. Classificam-se os dois primeiros de cada grupo e os dois melhores terceiros lugares para as quartas de final. Caso duas equipes terminem empatadas em números de pontos, são aplicados os seguintes critérios de desempate, pela ordem:
- Maior saldo de gols
- Maior quantidade de gols marcados
- Confronto direto entre as seleções empatadas

Abaixo seguem a classificação e os resultados:

### Grupo A
| Pos. | Seleção   | Pts | J | V | E | D | GP | GC | SG |
| ---- | --------- | --- | - | - | - | - | -- | -- | -- |
| 1    | Equador   | 7   | 3 | 2 | 1 | 0 | 4  | 1  | 3  |
| 2    | Argentina | 5   | 3 | 1 | 2 | 0 | 3  | 1  | 2  |
| 3    | Paraguai  | 4   | 3 | 1 | 1 | 1 | 2  | 3  | -1 |
| 4    | Chile     | 0   | 3 | 0 | 0 | 3 | 1  | 5  | -4 |

| 11 de junho 19:00 | Paraguai  | 1 – 0 | Chile | Estádio Félix Capriles, Cochabamba |
|                   | Acuña 28' |       |       | Árbitro: BOL René Ortubé           |

| 11 de junho 21:00 | Equador | 0 – 0 | Argentina | Estádio Félix Capriles, Cochabamba |
|                   |         |       |           | Árbitro: URU Jorge Nieves          |

| 14 de junho 16:15 | Paraguai | 0 – 2 | Equador                    | Estádio Félix Capriles, Cochabamba |
|                   |          |       | Sánchez 71' · Graziani 86' | Árbitro: VEN Paolo Borgosano       |

| 14 de junho 18:15 | Argentina                | 2 – 0 | Chile | Estádio Félix Capriles, Cochabamba    |
|                   | Berti 83' · Gallardo 86' |       |       | Árbitro: BRA Antônio Pereira da Silva |

| 17 de junho 19:00 | Equador                   | 2 – 1 | Chile       | Estádio Félix Capriles, Cochabamba |
|                   | Graziani 32' · Gavica 55' |       | Vergara 52' | Árbitro: COL Rafael Sanabria       |

| 17 de junho 21:00 | Paraguai            | 1 – 1 | Argentina          | Estádio Félix Capriles, Cochabamba |
|                   | Chilavert 74' (pen) |       | Gallardo 90' (pen) | Árbitro: URU Jorge Nieves          |

### Grupo B
| Pos. | Seleção   | Pts | J | V | E | D | GP | GC | SG |
| ---- | --------- | --- | - | - | - | - | -- | -- | -- |
| 1    | Bolívia   | 9   | 3 | 3 | 0 | 0 | 4  | 0  | 4  |
| 2    | Peru      | 6   | 3 | 2 | 0 | 1 | 3  | 2  | 1  |
| 3    | Uruguai   | 3   | 3 | 1 | 0 | 2 | 2  | 2  | 0  |
| 4    | Venezuela | 0   | 3 | 0 | 0 | 3 | 0  | 5  | -5 |

| 12 de junho 19:00 | Peru        | 1 – 0 | Uruguai | Estádio Olímpico Patria, Sucre |
|                   | Hidalgo 75' |       |         | Árbitro: MEX Antonio Marrufo   |

| 12 de junho 21:00 | Bolívia     | 1 – 0 | Venezuela | Estádio Hernando Siles, La Paz |
|                   | Coimbra 60' |       |           | Árbitro: ECU Byron Moreno      |

| 15 de junho 17:00 | Uruguai                    | 2 – 0 | Venezuela | Estádio Olímpico Patria, Sucre |
|                   | Recoba 19' · Saralegui 47' |       |           | Árbitro: CHI Eduardo Gamboa    |

| 15 de junho 15:00 | Bolívia                         | 2 – 0 | Peru | Estádio Hernando Siles, La Paz |
|                   | Etcheverry 45' · Baldivieso 50' |       |      | Árbitro: CRC Rodrigo Badilla   |

| 18 de junho 18:00 | Peru              | 2 – 0 | Venezuela | Estádio Olímpico Patria, Sucre |
|                   | Cominges 13', 59' |       |           | Árbitro: ECU Byron Moreno      |

| 18 de junho 20:00 | Bolívia        | 1 – 0 | Uruguai | Estádio Hernando Siles, La Paz |
|                   | Baldivieso 29' |       |         | Árbitro: MEX Antonio Marrufo   |

### Grupo C
| Pos. | Seleção    | Pts | J | V | E | D | GP | GC | SG |
| ---- | ---------- | --- | - | - | - | - | -- | -- | -- |
| 1    | Brasil     | 9   | 3 | 3 | 0 | 0 | 10 | 2  | 8  |
| 2    | México     | 4   | 3 | 1 | 1 | 1 | 5  | 5  | 0  |
| 3    | Colômbia   | 3   | 3 | 1 | 0 | 2 | 5  | 5  | 0  |
| 4    | Costa Rica | 1   | 3 | 0 | 1 | 2 | 2  | 10 | -8 |

| 13 de junho 18:00 | Colômbia   | 1 – 2 | México            | Estádio Ramón Tahuichi Aguilera, Santa Cruz |
|                   | Ricard 58' |       | Hernández 7', 11' | Árbitro: ARG Horacio Elizondo               |

| 13 de junho 20:30 | Brasil                                                               | 5 – 0 | Costa Rica | Estádio Ramón Tahuichi Aguilera, Santa Cruz |
|                   | Djalminha 20' · González 34' (g.c.) · Ronaldo 47', 54' · Romário 60' |       |            | Árbitro: PAR Epifanio González              |

| 16 de junho 18:30 | Colômbia                                                | 4 – 1 | Costa Rica | Estádio Ramón Tahuichi Aguilera, Santa Cruz |
|                   | Morantes 13', 23' · Cabrera 62' (pen) · Aristizábal 78' |       | Wright 66' | Árbitro: EUA Esfandiar Baharmast            |

| 16 de junho 20:30 | Brasil                                        | 3 – 2 | México             | Estádio Ramón Tahuichi Aguilera, Santa Cruz |
|                   | Aldair 47' · Romero 14' (g.c.) · Leonardo 77' |       | Hernández 13', 31' | Árbitro: PER José Arana                     |

| 19 de junho 18:30 | México              | 1 – 1 | Costa Rica  | Estádio Ramón Tahuichi Aguilera, Santa Cruz |
|                   | Hernández 14' (pen) |       | Medford 60' | Árbitro: BOL Juan Carlos Paniagua           |

| 19 de junho 20:30 | Brasil                  | 2 – 0 | Colômbia | Estádio Ramón Tahuichi Aguilera, Santa Cruz |
|                   | Dunga 11' · Edmundo 67' |       |          | Árbitro: PAR Epifanio González              |

### Melhores terceiros classificados
As duas melhores seleções terceiro colocadas nos grupos também avançaram para as quartas-de-final.
| Seleção  | P | J | V | E | D | GP | GC | SG | Grupo |
| -------- | - | - | - | - | - | -- | -- | -- | ----- |
| Paraguai | 4 | 3 | 1 | 1 | 1 | 2  | 3  | -1 | A     |
| Colômbia | 3 | 3 | 1 | 0 | 2 | 5  | 5  | 0  | C     |
| Uruguai  | 3 | 3 | 1 | 0 | 2 | 2  | 2  | 0  | B     |

## Fase final
|  | Quartas de final         | Quartas de final     |                          |       | Semifinais     | Semifinais     |  |  | Final               | Final |
|  |                          |                      |                          |       |                |                |  |  |                     |       |
|  | 22 de junho – Santa Cruz |                      |                          |       |                |                |  |  |                     |       |
|  |                          |                      |                          |       |                |                |  |  |                     |       |
|  | Brasil                   | 2                    |                          |       |                |                |  |  |                     |       |
|  | Brasil                   | 2                    | 26 de junho – Santa Cruz |       |                |                |  |  |                     |       |
|  | Paraguai                 | 0                    |                          |       |                |                |  |  |                     |       |
|  | Paraguai                 | 0                    | Brasil                   | 7     |                |                |  |  |                     |       |
|  | 21 de junho – Sucre      |                      | Brasil                   | 7     |                |                |  |  |                     |       |
|  |                          | Peru                 | 0                        |       |                |                |  |  |                     |       |
|  | Peru                     | Peru                 | 0                        | 2     |                |                |  |  |                     |       |
|  | Peru                     |                      | 29 de junho – La Paz     | 2     |                |                |  |  |                     |       |
|  | Argentina                | 1                    |                          |       |                |                |  |  |                     |       |
|  | Argentina                | 1                    | Brasil                   | 3     |                |                |  |  |                     |       |
|  | 21 de junho – La Paz     |                      | Brasil                   | 3     |                |                |  |  |                     |       |
|  |                          | Bolívia              | 1                        |       |                |                |  |  |                     |       |
|  | Bolívia                  | Bolívia              | 1                        | 2     |                |                |  |  |                     |       |
|  | Bolívia                  | 25 de junho – La Paz |                          | 2     |                |                |  |  |                     |       |
|  | Colômbia                 | 1                    |                          |       |                |                |  |  |                     |       |
|  | Colômbia                 | 1                    | Bolívia                  | 3     | Terceiro lugar | Terceiro lugar |  |  |                     |       |
|  | 22 de junho – Cochabamba |                      | Bolívia                  | 3     | Terceiro lugar | Terceiro lugar |  |  |                     |       |
|  |                          | México               | 1                        |       |                |                |  |  |                     |       |
|  | México (pen)             | México               | 1                        | 1 (4) | México         | 1              |  |  |                     |       |
|  | México (pen)             |                      |                          | 1 (4) | México         | 1              |  |  |                     |       |
|  | Equador                  | 1 (3)                |                          | Peru  | 0              |                |  |  |                     |       |
|  | Equador                  | 1 (3)                |                          |       | 0              |                |  |  |                     |       |
|  |                          |                      |                          |       |                |                |  |  | 28 de junho – Oruro |       |
|  |                          |                      |                          |       |                |                |  |  |                     |       |

### Quartas de final
| 21 de junho 16:00 | Argentina          | 1 – 2 | Peru                      | Estádio Olímpico Patria, Sucre |
|                   | Gallardo 66' (pen) |       | Carazas 30' · Hidalgo 61' | Árbitro: EQU Byron Moreno      |

| 21 de junho 18:00 | Bolívia                        | 2 – 1 | Colômbia    | Estádio Hernando Siles, La Paz |
|                   | Etcheverry 3' · E. Sánchez 24' |       | Gaviria 57' | Árbitro: ARG Horacio Elizondo  |

| 22 de junho 15:00 | México     | 1 – 1 | Equador          | Estádio Félix Capriles, Cochabamba    |
|                   | Blanco 17' |       | Capurro 6' (pen) | Árbitro: BRA Antônio Pereira da Silva |

|                                                 |       | Penalidades                                          |  |
| Hernández Suárez Blanco Chávez Villa J. Sánchez | 4 – 3 | Montaño Capurro de la Cruz Graziani Fernández Rosero |  |

| 22 de junho 18:00 | Brasil           | 2 – 0 | Paraguai | Estádio Ramón Tahuichi Aguilera, Santa Cruz |
|                   | Ronaldo 19', 34' |       |          | Árbitro: COL Rafael Sanabria                |

### Semifinais
| 25 de junho 20:30 | Bolívia                                       | 3 – 1 | México     | Estádio Hernando Siles, La Paz |
|                   | E. Sánchez 27' · R. Castillo 39' · Moreno 79' |       | Ramírez 8' | Árbitro: PAR Epifanio González |

| 26 de junho 20:30 | Brasil                                                                                    | 7 – 0 | Peru | Estádio Ramón Tahuichi Aguilera, Santa Cruz |
|                   | Denílson 1' · Flávio Conceição 28' · Romário 36', 49' · Leonardo 45', 55' · Djalminha 77' |       |      | Árbitro: CRC Rodrigo Badilla                |

### Decisão do terceiro lugar
| 28 de junho 15:15 | Peru | 0 – 1 | México        | Estádio Jesús Bermúdez, Oruro |
|                   |      |       | Hernández 82' | Árbitro: VEN Paolo Borgosano  |

### Final
| 29 de junho de 1997 | Bolívia        | 1 – 3 | Brasil                                     | Estadio Hernando Siles, La Paz |
| 17:00               | E. Sánchez 45' |       | Edmundo 40' · Ronaldo 79' · Zé Roberto 90' | Árbitro: URU Jorge Nieves      |

## Premiação
| Copa América de 1997        |
| Brasil                      |
| --------------------------- |
| Brasil Campeão (5.º título) |

## Classificação final
- 1º -  Brasil
- 2º -  Bolívia
- 3º -  México
- 4º -  Peru
- 5º -  Equador
- 6º -  Argentina
- 7º -  Paraguai
- 8º -  Colômbia
- 9º -  Uruguai
- 10º -  Costa Rica
- 11º -  Chile
- 12º -  Venezuela

## Campanha do Brasil
Treinada por Zagallo, a Seleção Canarinho tinha destaques como o atacante Ronaldo (então melhor jogador do mundo pela FIFA), que acabaria como artilheiro do torneio, além do meia Denílson, que seria uma das transferências mais caras do futebol no final de 1998, e terminou como líder de assistências da equipe.

### Artilheiros
5 gols
- Ronaldo

3 gols
- Romário
- Leonardo

2 gols
- Djalminha
- Edmundo

1 gol
- Aldair
- Dunga
- Denílson

### Líderes de assistências
5 assistências
- Denílson

2 assistências
- Ronaldo
- Roberto Carlos

1 assistência
- Romário
- Leonardo
- Aldair
- Flávio Conceição
- Dunga
- Cafu
- Zé Roberto